# Woonhuis Louis Willems

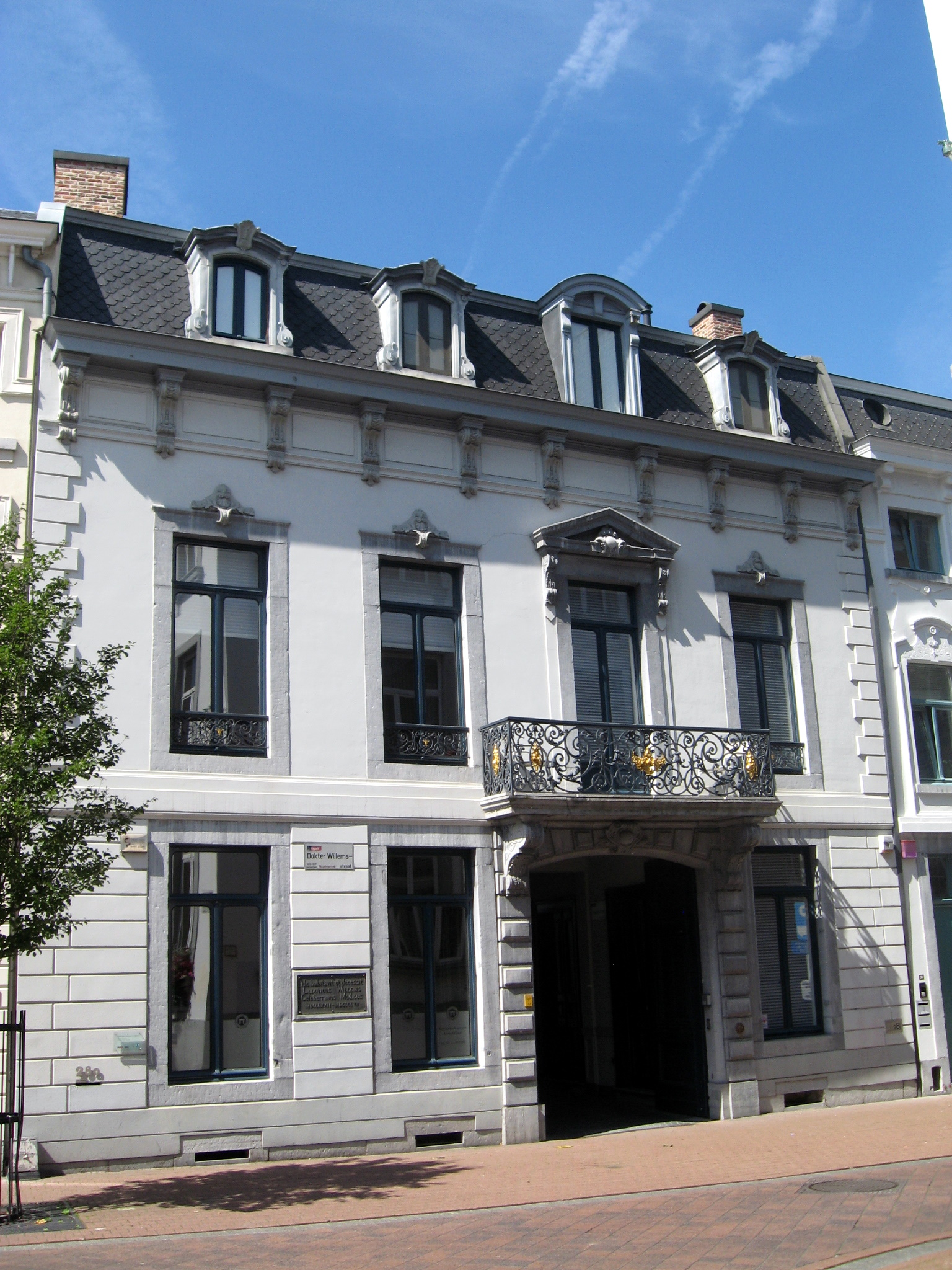
Woonhuis Dokter Willems

Het Woonhuis Louis Willems is een huis aan de Dokter Willemsstraat 28 te Hasselt.
Het betreft een statig breedhuis dat eind 18e eeuw werd gebouwd en in 1862 het huidige aanzien heeft gekregen met een neoclassicistische gevel. Een voorname ingangspartij met balkon op de bel-etage en een mansardedak, waarin zich een viertal dakvensters met gebogen frontons bevinden, kenmerken dit gebouw, dat in 1980 de monumentenstatus heeft verkregen.
In dit huis vestigde zich in 1880 Louis Willems. Deze maakte onder meer naam als uitvinder van een vaccin tegen koepokken. Na zijn dood in 1907 werd de toenmalige Houtmarkt omgedoopt in Dokter Willemsstraat. Er werd een gedenkplaat aan de gevel bevestigd met een Latijnse tekst, om de -ook toen reeds gevoelige- taalkwestie te omzeilen.